# Глембочек (Стшелецько-Дрезденецький повіт)
Глембочек (пол. Głęboczek) — село в Польщі, у гміні Старе Курово Стшелецько-Дрезденецького повіту Любуського воєводства.
Населення — 132 особи (2011).
У 1975-1998 роках село належало до Гожовського воєводства.

## Демографія
Демографічна структура станом на 31 березня 2011 року:
|          | Загалом | Допрацездатний вік | Працездатний вік | Постпрацездатний вік |
| -------- | ------- | ------------------ | ---------------- | -------------------- |
| Чоловіки | 68      | 18                 | 46               | 4                    |
| Жінки    | 64      | 19                 | 34               | 11                   |
| Разом    | 132     | 37                 | 80               | 15                   |